# Дунгчанг
Дунгчанг (东昌) град је Кини у покрајини Ђилин. Према процени из 2009. у граду је живело 403.432 становника.

## Становништво
Према процени, у граду је 2009. живело 403.432 становника.
| 1990.   | 2000.   | 2009    |
| ------- | ------- | ------- |
| 224.156 | 314.000 | 403.432 |